# Buckleria paludum
Buckleria paludum — вид лускокрилих комах родини пальцекрилкових (Pterophoridae).

## Поширення
Вид досить поширений у Євразії від Європи на схід до Японії і на південь до Індії та Шрі-Ланки.

## Опис
Розмах крил 12 мм.

## Спосіб життя
Імаго літають з червня по серпень. Є два покоління на рік. Личинки живляться листям росички круглолистої (Drosera rotundifolia).